# Manuel Dicenta
Manuel Dicenta Badillo (* 20. Mai 1905 in Madrid; † 20. November 1974 ebd.) war ein spanischer Schauspieler.
Dicenta war der Sohn des Schriftstellers Joaquín Dicenta Benedicto und der Schauspielerin Consuelo Badillo debütierte als Schauspieler neunzehnjährig an der Seite von María Guerrero in El pobrecito carpintero. Es folgte eine erfolgreiche Laufbahn als Theaterschauspieler. Als Filmschauspieler debütierte er 1927 in  Eusebio Fernández Ardavíns El bandido de la sierra. Seit Anfang der 1960er Jahre trat er in zahlreichen Fernsehserien auf. Von 1966 bis 1970 war er Professor an der Real Escuela Superior de Arte Dramático. 
Dicenta war mit María José Pérez Gago verheiratet. Ihr Sohn Daniel Dicenta und dessen Kinder Jacobo, Manuael Dicenta und Natalia Dicenta wurden ebenfalls als Schauspieler bekannt. Dicentas Bruder ist der Dramatiker Joaquín Dicenta Alonso.

## Filmografie (Auswahl)
- 1949: El capitán de Loyola